# Carlos Costa (taekwondo)
Carlos Costa (14 de agosto de 1974) es un deportista brasileño que compitió en taekwondo. Ganó dos medallas en el Campeonato Panamericano de Taekwondo en los años 2000 y 2004.

## Palmarés internacional
| Campeonato Panamericano | Campeonato Panamericano          | Campeonato Panamericano | Campeonato Panamericano |
| Año                     | Lugar                            | Medalla                 | Categoría               |
| ----------------------- | -------------------------------- | ----------------------- | ----------------------- |
| 2000                    | Oranjestad (Aruba)               | Medalla de oro          | –72 kg                  |
| 2004                    | Santo Domingo ( Rep. Dominicana) | Medalla de bronce       | –72 kg                  |